# Prince R380
Chronologie des modèles (1965 - 1968)
Nissan R381
La Prince R380 est une voiture de course construite en 1965 par la Prince Motor Company pour concourir au Grand Prix automobile du Japon. 
À la suite de la fusion entre Prince et Nissan en 1966, la R380 devient la Nissan R380-II (aussi connue comme R380 Mk.II).

## Développement

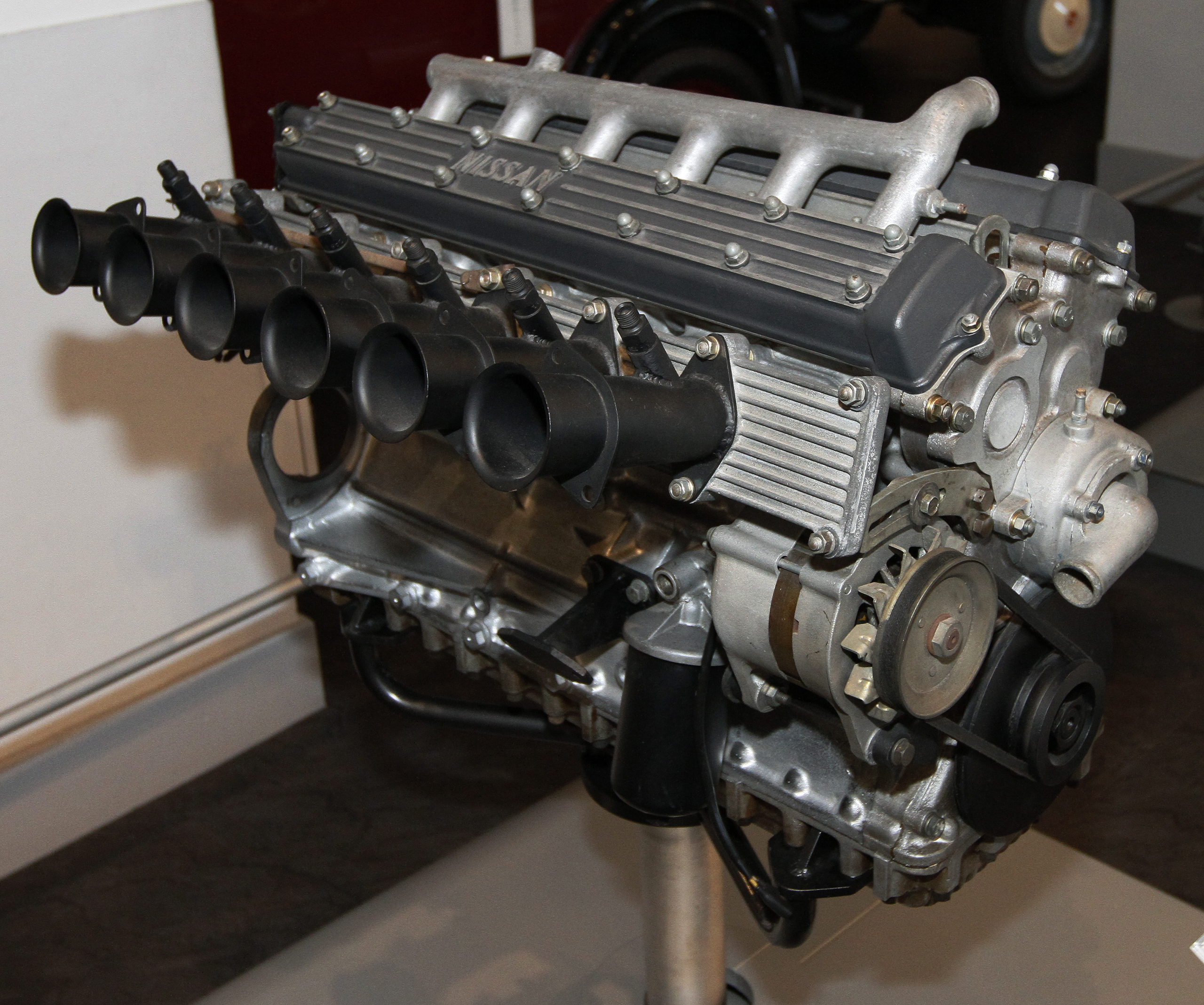
Le moteur Prince GR-8.

Prince engage la nouvelle Nissan Skyline S54 GTs au Grand Prix automobile du Japon 1964 pour montrer les performances du nouveau moteur six cylindres en ligne G-7. Bien que les voitures aient très bien couru, elles sont battues par la Porsche 904 GTS d'une écurie privée qui repoussent les Skyline aux deuxième et sixième positions.
Après cette démonstration de supériorité des voitures à moteur central, la direction de Prince comprend la nécessité de créer une nouvelle voiture de sport spécifique, avec un nouveau châssis développé pour accueillir le moteur en position centrale et une aérodynamique bien plus poussée, pour remporter l'épreuve. 
Le moteur utilisé est le même que celui des Skylines mais adapté spécifiquement pour la course. Ainsi, ce nouveau GR-8 est un six cylindres en ligne de 1996 cm³ produisant 200 chevaux, accouplé à une boîte de vitesses à 5 rapports Hewland de compétition. 
Lorsque Nissan reprend en charge le projet, la carrosserie de la R380 est entièrement repensée et le moteur passe à 220 chevaux.

## Histoire en compétition

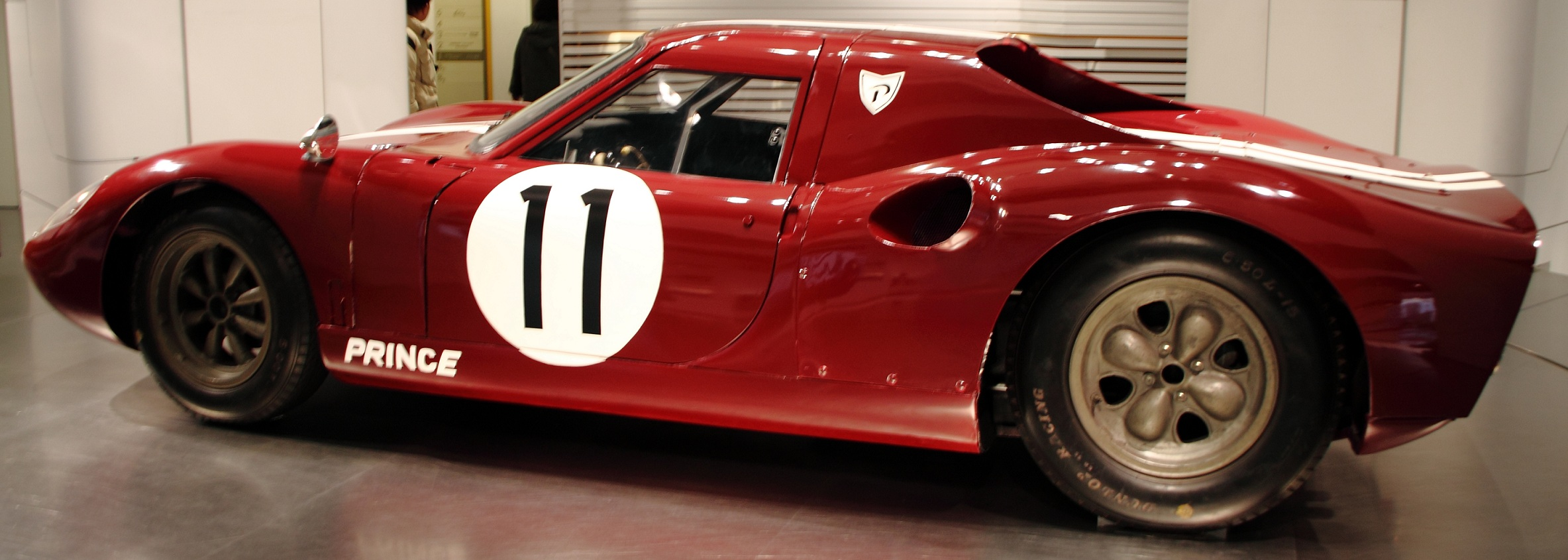
Vue latérale de la R380 de 1966

En raison de l'annulation de la course en 1965, la R380 est utilisée par Prince pour des tests aérodynamiques à haute vitesse où elle remporte cinq records de vitesse.
Pour le Grand Prix automobile du Japon 1966, sur le Fuji Speedway, Prince engage quatre R380 tandis qu'un trio de nouvelles Porsche 906 est également présent. Les R380 remportent la victoire au classement général, avec la première place de Yoshikazu Sunako et la deuxième place de Hideo Oishi.
Après la refonte des R380 par Nissan, quatre voitures sont encore une fois engagées au Grand Prix automobile du Japon 1967. Cependant, les 906 gagnent l'épreuve, laissant les R380-II aux deuxième, troisième, quatrième et sixième place. Nissan utilise plus tard une R380-II pour battre de nouveau des records de vitesse, dont sept records en octobre.
À la suite du développement de la nouvelle Nissan R381 en 1968, les R380 sont revendues à des pilotes privés. Trois sont encore une fois engagées au Japon, où elles prennent la troisième, la quatrième et la cinquième place. Deux R380 d'usine finissent première et seconde aux 6 Heures de Chevron Paradise 1969 en Australie. La même année une R380 prend la deuxième place aux 1 000 kilomètres de Fuji et une autre deuxième place en 1970 aux 200 mille (320 km) de Fuji.
En 2005, Nismo restaure une R380-II pour l'utiliser dans des courses historiques, aux côtés d'autres voitures de la même époque.